# Академічне веслування на літніх Олімпійських іграх 2020 — одиночки (жінки)
Змагання з академічного веслування в одиночках серед жінок на літніх Олімпійських іграх 2020 року відбулися з 23 по 30 липня 2021 року на Веслувальному каналі Сі Форест. Змагалися 32 веслувальниці з 32 країн.

## Передумови
Це була 12-та поява цієї дисципліни на Олімпійських іграх. Її проводили на кожній літній Олімпіаді починаючи з 1976 року, коли до програми ввели жіноче академічне веслування.

## Кваліфікація
Кожен Національний олімпійський комітет (NOC) може виставити в цій дисципліні не більш як одного човна (одну веслувальницю). 32 квоти розподілено таким способом:
- 9 через Чемпіонат світу 2019 року
- 5 через Кваліфікаційну регату Азії та Океанії
- 5 через Африканську кваліфікаційну регату
- 5 через Американську кваліфікаційну регату
- 3 через Європейську кваліфікаційну регату
- 2 через Фінальну кваліфікаційну регату
- 1 країні-господарці
- 2 квоти за запрошенням

Через пандемію COVID-19 строки і місця проведення кваліфікаційних змагань змінювались неодноразово.

## Формат змагань
У цій дисципліні академічного веслування човном рухає одна веслувальниця, використовуючи два весла (по одному на обох боках човна). Змагання складаються з кількох раундів. Починаючи з 2012 року їх проводять у п'ять раундів. У фіналах розігрують медалі та решту місць. Їм присвоюють літери абетки: що ближче літера до початку абетки, то на вище місце претендує веслувальниця. Назва півфіналів залежить від того, до якого фіналу з нього може потрапити веслувальниця. З кожного півфіналу можна потрапити до двох фіналів. Довжина дистанції становить 2000 метрів — олімпійський стандарт починаючи з 1912 року.
У першому раунді проводять шість попередніх запливів. Перші три човни в кожному запливі виходять до чвертьфіналу, а всі інші потрапляють до додаткового раунду.
Додатковий раунд дає веслувальницям ще один шанс потрапити до чвертьфіналу. Човни, що посіли перші два місця, виходять до чвертьфіналів, а решта — потрапляють до півфіналів E/F.
Чотири чвертьфінали — другий раунд із тих, де всі веслувальниці все ще претендують на медалі. Три найшвидші човни в кожному чвертьфіналі виходять до півфіналів A/B, а три повільніші — потрапляють до півфіналів C/D.
Шість півфіналів: півфінали A/B, півфінали C/D та півфінали E/F. З кожного півфінального запливу три перші човни виходять до вищого з двох можливих фіналів, а три останні човни потрапляють до нижчого з них. Наприклад, друге місце в півфіналі A/B означає вихід до фіналу A.
П'ятий і завершальний раунд — фінали. Кожен фінал визначає місце, що посіла веслувальниця. У фіналі A розігрують медалі, а також місця з 4-го по 6-те. У фіналі B розігрують місця з 7-го по 12-те тощо. Отож, щоб виграти медаль веслувальниця має посісти одне з перших трьох місць у своєму попередньому запливі (або одне з перших двох у своєму запливі додаткового раунду), потім потрапити до трійки лідерів у своєму чвертьфіналі та до трійки у своєму півфіналі A/B, діставшись фіналу А.

## Розклад
Змагання в цій дисципліні відбуваються впродовж восьми днів поспіль. Вказано час початку сесії. Під час однієї сесії можуть відбуватися змагання в кількох різних дисциплінах.
Вказано японський стандартний час (UTC + 9)
| Дата                         | Час   | Раунд                   |
| ---------------------------- | ----- | ----------------------- |
| П'ятниця, 23 липня 2021 року | 9:30  | Попередні запливи       |
| Субота, 24 липня 2021 року   | 8:30  | Додаткові запливи       |
| Неділя, 25 липня 2021 року   | 9:20  | Півфінали E/F           |
| Понеділок, 26 липня 2021 р   | 9:00  | Чвертьфінали            |
| Вівторок, 27 липня 2021 року | 8:50  | Півфінали C/D           |
| Середа, 28 липня 2021 р      | 10:58 | Півфінали A/B           |
| Четвер, 29 липня 2021 року   | 8:30  | Фінал F Фінал Е Фінал D |
| П'ятниця, 30 липня 2021 року | 8:45  | Фінал С Фінал B Фінал A |

## Результати

### Запливи
Перші троє веслувальниць з кожного запливу кваліфікувалися до чвертьфіналів, а решта - потрапили до додаткових запливів.

#### Заплив 1
| Місце | Доріжка | Веслувальниця    | Країна         | Час      | Примітки |
| ----- | ------- | ---------------- | -------------- | -------- | -------- |
| 1     | 2       | Кара Колер       | США (USA)      | 7:49.71  | Q        |
| 2     | 1       | Тетяна Климович  | Білорусь (BLR) | 7:51.86  | Q        |
| 3     | 6       | Назанін Малаеї   | Іран (IRI)     | 7:59.01  | Q        |
| 4     | 4       | Алехандра Алонсо | Парагвай (PAR) | 8:11.88  | Д        |
| 5     | 5       | Естер Токо       | Нігерія (NGR)  | 8:58.49  | Д        |
| 6     | 3       | Есраа Хогалі     | Судан (SUD)    | 10:18.27 | Д        |

#### Заплив 2
| Місце | Доріжка | Веслувальниця       | Країна                  | Час     | Примітки |
| ----- | ------- | ------------------- | ----------------------- | ------- | -------- |
| 1     | 5       | Саніта Пушпуре      | Ірландія (IRL)          | 7:46.08 | Q        |
| 2     | 6       | Кенія Лечуга Аланіс | Мексика (MEX)           | 7:54.21 | Q        |
| 3     | 2       | Аннета Кіріду       | Греція (GRE)            | 7:54.28 | Q        |
| 4     | 3       | Феліс Айша Чоу      | Тринідад і Тобаго (TTO) | 8:02.02 | Д        |
| 5     | 1       | Кетлін Ґрейс Нобл   | Уганда (UGA)            | 8:21.85 | Д        |
| 6     | 4       | Джоан Пох           | Сінгапур (SGP)          | 8:31.12 | Д        |

#### Заплив 3
| Місце | Доріжка | Веслувальниця       | Країна                           | Час     | Примітки |
| ----- | ------- | ------------------- | -------------------------------- | ------- | -------- |
| 1     | 3       | Ганна Пракатень     | Олімпійський комітет Росії (ROC) | 7:48.74 | Q        |
| 2     | 5       | Цзян Янь            | Китай (CHN)                      | 7:53.14 | Q        |
| 3     | 1       | Вероніка Торо Арана | Пуерто-Рико (PUR)                | 8:11.57 | Q        |
| 4     | 4       | Winne Hung          | Гонконг (HKG)                    | 8:17.79 | Д        |
| 5     | 2       | Сара Фрайнкарт      | Марокко (MAR)                    | 8:32.78 | Д        |

#### Заплив 4
| Місце | Доріжка | Веслувальниця     | Країна                | Час     | Примітки |
| ----- | ------- | ----------------- | --------------------- | ------- | -------- |
| 1     | 3       | Вікторія Торнлі   | Велика Британія (GBR) | 7:44.30 | Q        |
| 2     | 5       | Жаннін Гмелін     | Швейцарія (SUI)       | 7:47.20 | Q        |
| 3     | 1       | Ловіса Классон    | Швеція (SWE)          | 7:58.41 | Q        |
| 4     | 2       | Евіделія Гонсалес | Нікарагуа (NCA)       | 8:25.18 | Д        |
| 5     | 4       | Клер Аївон        | Того (TOG)            | 8:48.07 | Д        |

#### Заплив 5
| Місце | Доріжка | Веслувальниця    | Країна        | Час     | Примітки |
| ----- | ------- | ---------------- | ------------- | ------- | -------- |
| 1     | 2       | Магдалена Лобніг | Австрія (AUT) | 7:37.91 | Q        |
| 2     | 4       | Карлін Зіман     | Канада (CAN)  | 7:40.72 | Q        |
| 3     | 5       | Майке Дікманн    | Намібія (NAM) | 7:56.37 | Q        |
| 4     | 1       | Мілена Венега    | Куба (CUB)    | 8:03.00 | Д        |
| 5     | 3       | Тала Абуджбара   | Катар (QAT)   | 8:06.29 | Д        |

#### Заплив 6
| Місце | Доріжка | Веслувальниця | Країна                  | Час     | Примітки |
| ----- | ------- | ------------- | ----------------------- | ------- | -------- |
| 1     | 5       | Емма Твігг    | Нова Зеландія (NZL)     | 7:35.22 | Q        |
| 2     | 1       | Софі Сауер    | Нідерланди (NED)        | 7:39.96 | Q        |
| 3     | 3       | Йована Арсич  | Сербія (SRB)            | 7:46.74 | Q        |
| 4     | 4       | Хуан Їтін     | Китайський Тайбей (TPE) | 8:04.59 | Д        |
| 5     | 2       | Jung Hye-jung | Південна Корея (KOR)    | 8:12.15 | Д        |

### Додаткові запливи
Перші двоє з кожного запливу виходять до чвертьфіналів; решта потрапляють до півфіналів E/F (не претендують на медалі).

#### Додатковий заплив 1
| Місце | Доріжка | Веслувальниця    | Країна                  | Час     | Примітки |
| ----- | ------- | ---------------- | ----------------------- | ------- | -------- |
| 1     | 4       | Алехандра Алонсо | Парагвай (PAR)          | 8:08.91 | Q        |
| 2     | 3       | Хуан Їтін        | Китайський Тайбей (TPE) | 8:11.56 | Q        |
| 3     | 2       | Тала Абуджбара   | Катар (QAT)             | 8:16.88 | QEF      |
| 4     | 1       | Джоан Пох        | Сінгапур (SGP)          | 8:40.06 | QEF      |
| 5     | 5       | Сара Фрайнкарт   | Марокко (MAR)           | 8:42.78 | QEF      |

#### Додатковий заплив 2
| Місце | Доріжка | Веслувальниця     | Країна                  | Час     | Примітки |
| ----- | ------- | ----------------- | ----------------------- | ------- | -------- |
| 1     | 2       | Феліс Чоу         | Тринідад і Тобаго (TTO) | 8:15.94 | Q        |
| 2     | 1       | Jeong Hye-jeong   | Південна Корея (KOR)    | 8:26.73 | Q        |
| 3     | 3       | Evidelia González | Нікарагуа (NCA)         | 8:37.55 | QEF      |
| 4     | 4       | Естер Токо        | Нігерія (NGR)           | 9:07.54 | QEF      |

#### Додатковий заплив 3
| Місце | Доріжка | Веслувальниця     | Країна        | Час      | Примітки |
| ----- | ------- | ----------------- | ------------- | -------- | -------- |
| 1     | 3       | Мілена Венега     | Куба (CUB)    | 8:17.30  | Q        |
| 2     | 2       | Winne Hung        | Гонконг (HKG) | 8:23.58  | Q        |
| 3     | 4       | Кетлін Ґрейс Нобл | Уганда (UGA)  | 8:36.01  | QEF      |
| 4     | 1       | Клер Аївон        | Того (TOG)    | 9:04.23  | QEF      |
| 5     | 5       | Есраа Хогалі      | Судан (SUD)   | 10:25.94 | QEF      |

### Чвертьфінали
Перші троє з кожного запливу виходять до півфіналів A/B, решта - потрапляють до півфіналів C/D

#### Чвертьфінал 1
| Місце | Доріжка | Веслувальниця    | Країна         | Час     | Примітки |
| ----- | ------- | ---------------- | -------------- | ------- | -------- |
| 1     | 4       | Саніта Пушпуре   | Ірландія (IRL) | 7:58.30 | SF A/B   |
| 2     | 3       | Кара Колер       | США (USA)      | 7:59.39 | SF A/B   |
| 3     | 5       | Цзян Янь         | Китай (CHN)    | 8:00.01 | SF A/B   |
| 4     | 2       | Йована Арсич     | Сербія (SRB)   | 8:09.37 | SF C/D   |
| 5     | 6       | Алехандра Алонсо | Парагвай (PAR) | 8:29.80 | SF C/D   |
| 6     | 1       | Winne Hung       | Гонконг (HKG)  | 8:36.37 | SF C/D   |

#### Чвертьфінал 2
| Місце | Доріжка | Веслувальниця   | Країна                           | Час     | Примітки |
| ----- | ------- | --------------- | -------------------------------- | ------- | -------- |
| 1     | 3       | Ганна Пракатень | Олімпійський комітет Росії (ROC) | 7:49.64 | SF A/B   |
| 2     | 5       | Карлін Зіман    | Канада (CAN)                     | 7:57.58 | SF A/B   |
| 3     | 4       | Вікторія Торнлі | Велика Британія (GBR)            | 7:59.93 | SF A/B   |
| 4     | 2       | Ловіса Классон  | Швеція (SWE)                     | 8:16.99 | SF C/D   |
| 5     | 6       | Мілена Венега   | Куба (CUB)                       | 8:25.26 | SF C/D   |
| 6     | 1       | Jeong Hye-jeong | Південна Корея (KOR)             | 8:38.70 | SF C/D   |

#### Чвертьфінал 3
| Місце | Доріжка | Веслувальниця       | Країна                  | Час     | Примітки |
| ----- | ------- | ------------------- | ----------------------- | ------- | -------- |
| 1     | 4       | Магдалена Лобніг    | Австрія (AUT)           | 7:58.20 | SF A/B   |
| 2     | 3       | Софі Сауер          | Нідерланди (NED)        | 7:59.92 | SF A/B   |
| 3     | 2       | Аннета Кіріду       | Греція (GRE)            | 8:02.19 | SF A/B   |
| 4     | 5       | Тетяна Климович     | Білорусь (BLR)          | 8:09.04 | SF C/D   |
| 5     | 1       | Феліс Чоу           | Тринідад і Тобаго (TTO) | 8:21.23 | SF C/D   |
| 6     | 6       | Вероніка Торо Арана | Пуерто-Рико (PUR)       | 8:35.32 | SF C/D   |

#### Чвертьфінал 4
| Місце | Доріжка | Веслувальниця       | Країна                  | Час     | Примітки |
| ----- | ------- | ------------------- | ----------------------- | ------- | -------- |
| 1     | 3       | Емма Твігг          | Нова Зеландія (NZL)     | 7:54.96 | SF A/B   |
| 2     | 4       | Жаннін Гмелін       | Швейцарія (SUI)         | 8:02.10 | SF A/B   |
| 3     | 1       | Назанін Малаеї      | Іран (IRI)              | 8:07.32 | SF A/B   |
| 4     | 2       | Кенія Лечуга Аланіс | Мексика (MEX)           | 8:09.29 | SF C/D   |
| 5     | 5       | Майке Дікманн       | Намібія (NAM)           | 8:21.69 | SF C/D   |
| 6     | 6       | Хуан Їтін           | Китайський Тайбей (TPE) | 8:34.51 | SF C/D   |

### Півфінали
Перші двоє з кожного запливу кваліфікуються у вищий фінал (E, C, A), решта - в нижчий (F, D, B).

#### Півфінал A/B 1
| Місце | Доріжка | Веслувальниця   | Країна                           | Час     | Примітки |
| ----- | ------- | --------------- | -------------------------------- | ------- | -------- |
| 1     | 4       | Ганна Пракатень | Олімпійський комітет Росії (ROC) | 7:23.61 | FA       |
| 2     | 5       | Жаннін Гмелін   | Швейцарія (SUI)                  | 7:25.80 | FA       |
| 3     | 1       | Цзян Янь        | Китай (CHN)                      | 7:27.30 | FA       |
| 4     | 2       | Софі Сауер      | Нідерланди (NED)                 | 7:29.66 | FB       |
| 5     | 3       | Саніта Пушпуре  | Ірландія (IRL)                   | 7:34.40 | FB       |
| 6     | 6       | Аннета Кіріду   | Греція (GRE)                     | 7:40.81 | FB       |

#### Півфінал A/B 2
| Місце | Доріжка | Веслувальниця    | Країна                | Час     | Примітки |
| ----- | ------- | ---------------- | --------------------- | ------- | -------- |
| 1     | 4       | Емма Твігг       | Нова Зеландія (NZL)   | 7:20.70 | FA       |
| 2     | 6       | Вікторія Торнлі  | Велика Британія (GBR) | 7:25.12 | FA       |
| 3     | 3       | Магдалена Лобніг | Австрія (AUT)         | 7:25.59 | FA       |
| 4     | 2       | Кара Колер       | США (USA)             | 7:26.10 | FB       |
| 5     | 5       | Карлін Зіман     | Канада (CAN)          | 7:38.28 | FB       |
| 6     | 1       | Назанін Малаеї   | Іран (IRI)            | 7:45.52 | FB       |

#### Півфінал C/D 1
| Місце | Доріжка | Веслувальниця       | Країна                  | Час     | Примітки |
| ----- | ------- | ------------------- | ----------------------- | ------- | -------- |
| 1     | 4       | Ловіса Классон      | Швеція (SWE)            | 7:35.91 | FC       |
| 2     | 3       | Йована Арсич        | Сербія (SRB)            | 7:39.26 | FC       |
| 3     | 5       | Майке Дікманн       | Намібія (NAM)           | 7:40.77 | FC       |
| 4     | 2       | Феліс Чоу           | Тринідад і Тобаго (TTO) | 7:45.14 | FD       |
| 5     | 1       | Вероніка Торо Арана | Пуерто-Рико (PUR)       | 7:53.36 | FD       |
| 6     | 6       | Winne Hung          | Гонконг (HKG)           | 7:56.30 | FD       |

#### Півфінал C/D 2
| Місце | Доріжка | Веслувальниця       | Країна                  | Час     | Примітки |
| ----- | ------- | ------------------- | ----------------------- | ------- | -------- |
| 1     | 4       | Кенія Лечуга Аланіс | Мексика (MEX)           | 7:33.72 | FC       |
| 2     | 3       | Тетяна Климович     | Білорусь (BLR)          | 7:33.78 | FC       |
| 3     | 5       | Мілена Венега       | Куба (CUB)              | 7:41.18 | FC       |
| 4     | 2       | Алехандра Алонсо    | Парагвай (PAR)          | 7:43.33 | FD       |
| 5     | 6       | Хуан Їтін           | Китайський Тайбей (TPE) | 7:56.00 | FD       |
| 6     | 1       | Jeong Hye-jeong     | Південна Корея (KOR)    | 8:06.32 | FD       |

#### Півфінал E/F 1
| Місце | Доріжка | Веслувальниця     | Країна        | Час      | Примітки |
| ----- | ------- | ----------------- | ------------- | -------- | -------- |
| 1     | 3       | Тала Абуджбара    | Катар (QAT)   | 8:24.24  | FE       |
| 2     | 2       | Кетлін Ґрейс Нобл | Уганда (UGA)  | 8:31.67  | FE       |
| 3     | 1       | Естер Токо        | Нігерія (NGR) | 9:07.70  | FE       |
| 4     | 4       | Есраа Хогалі      | Судан (SUD)   | 10:23.52 | FF       |

#### Півфінал E/F 2
| Місце | Доріжка | Веслувальниця     | Країна          | Час     | Примітки |
| ----- | ------- | ----------------- | --------------- | ------- | -------- |
| 1     | 2       | Евіделія Гонсалес | Нікарагуа (NCA) | 8:36.99 | FE       |
| 2     | 4       | Сара Фрайнкарт    | Марокко (MAR)   | 8:43.90 | FE       |
| 3     | 3       | Джоан Пох         | Сінгапур (SGP)  | 8:47.77 | FE       |
| 4     | 1       | Клер Аївон        | Того (TOG)      | 9:15.29 | FF       |

### Фінали

#### Фінал F
| Місце | Доріжка | Веслувальниця | Країна      | Час      | Примітки |
| ----- | ------- | ------------- | ----------- | -------- | -------- |
| 31    | 2       | Клер Аївон    | Того (TOG)  | 8:44.42  |          |
| 32    | 1       | Есраа Хогалі  | Судан (SUD) | 10:05.32 |          |

#### Фінал E
| Місце | Доріжка | Веслувальниця                                 | Країна          | Час     | Примітки |
| ----- | ------- | --------------------------------------------- | --------------- | ------- | -------- |
| 25    | 4       | Тала Абуджбара                                | Катар (QAT)     | 8:00.22 |          |
| 26    | 5       | Кетлін Ґрейс Нобл                             | Уганда (UGA)    | 8:07.00 |          |
| 27    | 3       | [[Евіделія Гонсалес Харкін\|Евіделія Гонсалес | Нікарагуа (NCA) | 8:10.37 |          |
| 28    | 6       | Джоан Пох                                     | Сінгапур (SGP)  | 8:21.23 |          |
| 29    | 2       | Сара Фрайнкарт                                | Марокко (MAR)   | 8:25.38 |          |
| 30    | 1       | Естер Токо                                    | Нігерія (NGR)   | 8:42.78 |          |

#### Фінал D
| Місце | Доріжка | Веслувальниця       | Країна                  | Час     | Примітки |
| ----- | ------- | ------------------- | ----------------------- | ------- | -------- |
| 19    | 3       | Феліс Чоу           | Тринідад і Тобаго (TTO) | 7:48.06 |          |
| 20    | 5       | Хуан Їтін           | Китайський Тайбей (TPE) | 7:52.18 |          |
| 21    | 4       | Алехандра Алонсо    | Парагвай (PAR)          | 7:55.63 |          |
| 22    | 2       | Вероніка Торо Арана | Пуерто-Рико (PUR)       | 7:57.22 |          |
| 23    | 1       | Winne Hung          | Гонконг (HKG)           | 8:02.79 |          |
| 24    | 6       | Jeong Hye-jeong     | Південна Корея (KOR)    | 8:06.13 |          |

#### Фінал C
| Місце | Доріжка | Веслувальниця       | Країна         | Час     | Примітки |
| ----- | ------- | ------------------- | -------------- | ------- | -------- |
| 13    | 5       | Тетяна Климович     | Білорусь (BLR) | 7:39.53 |          |
| 14    | 4       | Ловіса Классон      | Швеція (SWE)   | 7:41.07 |          |
| 15    | 2       | Йована Арсич        | Сербія (SRB)   | 7:43.30 |          |
| 16    | 3       | Кенія Лечуга Аланіс | Мексика (MEX)  | 7:43.55 |          |
| 17    | 1       | Мілена Венега       | Куба (CUB)     | 7:47.40 |          |
| 18    | 6       | Майке Дікманн       | Намібія (NAM)  | 7:52.17 |          |

#### Фінал B
| Місце | Доріжка | Веслувальниця  | Країна           | Час     | Примітки |
| ----- | ------- | -------------- | ---------------- | ------- | -------- |
| 7     | 3       | Софі Сауер     | Нідерланди (NED) | 7:25.96 |          |
| 8     | 2       | Карлін Зіман   | Канада (CAN)     | 7:29.59 |          |
| 9     | 4       | Кара Колер     | США (USA)        | 7:29.72 |          |
| 10    | 6       | Аннета Кіріду  | Греція (GRE)     | 7:36.79 |          |
| 11    | 1       | Назанін Малаеї | Іран (IRI)       | 7:42.57 |          |
| 12    | 5       | Саніта Пушпуре | Ірландія (IRL)   | DNS     |          |

#### Фінал A
| Місце | Доріжка | Веслувальниця    | Країна                           | Час     | Примітки |
| ----- | ------- | ---------------- | -------------------------------- | ------- | -------- |
| 1     | 4       | Емма Твігг       | Нова Зеландія (NZL)              | 7:13.97 | OB       |
| 2     | 3       | Ганна Пракатень  | Олімпійський комітет Росії (ROC) | 7:17.39 |          |
| 3     | 6       | Магдалена Лобніг | Австрія (AUT)                    | 7:19.72 |          |
| 4     | 5       | Вікторія Торнлі  | Велика Британія (GBR)            | 7:20.39 |          |
| 5     | 2       | Жаннін Гмелін    | Швейцарія (SUI)                  | 7:20.91 |          |
| 6     | 1       | Цзян Янь         | Китай (CHN)                      | 7:21.33 |          |